# تونیز چوکولونلی
تونیز چوکولونلی (انگلیسی: Tony's Chocolonely) یک شرکت شیرینی سازی هلندی است که در سال ۲۰۰۵ تأسیس شده و شکلات تولید و عرضه می‌کند. در سال ۲۰۱۸، سهم بازار این شرکت در هلند ۱۸ درصد بود که آن را به یکی از بزرگترین تولیدکنندگان شکلات در این کشور تبدیل کرده‌است.

## محصولات
تعداد طعم‌های موجود، بسته به کشور و کانال توزیع متفاوت است. برای نمونه در هلند بیش از دوازده طعم موجود است. تخته‌های شکلات به‌طور نابرابر تقسیم شده‌اند، که نمادی از توزیع نابرابر درآمد در صنعت شکلات است.

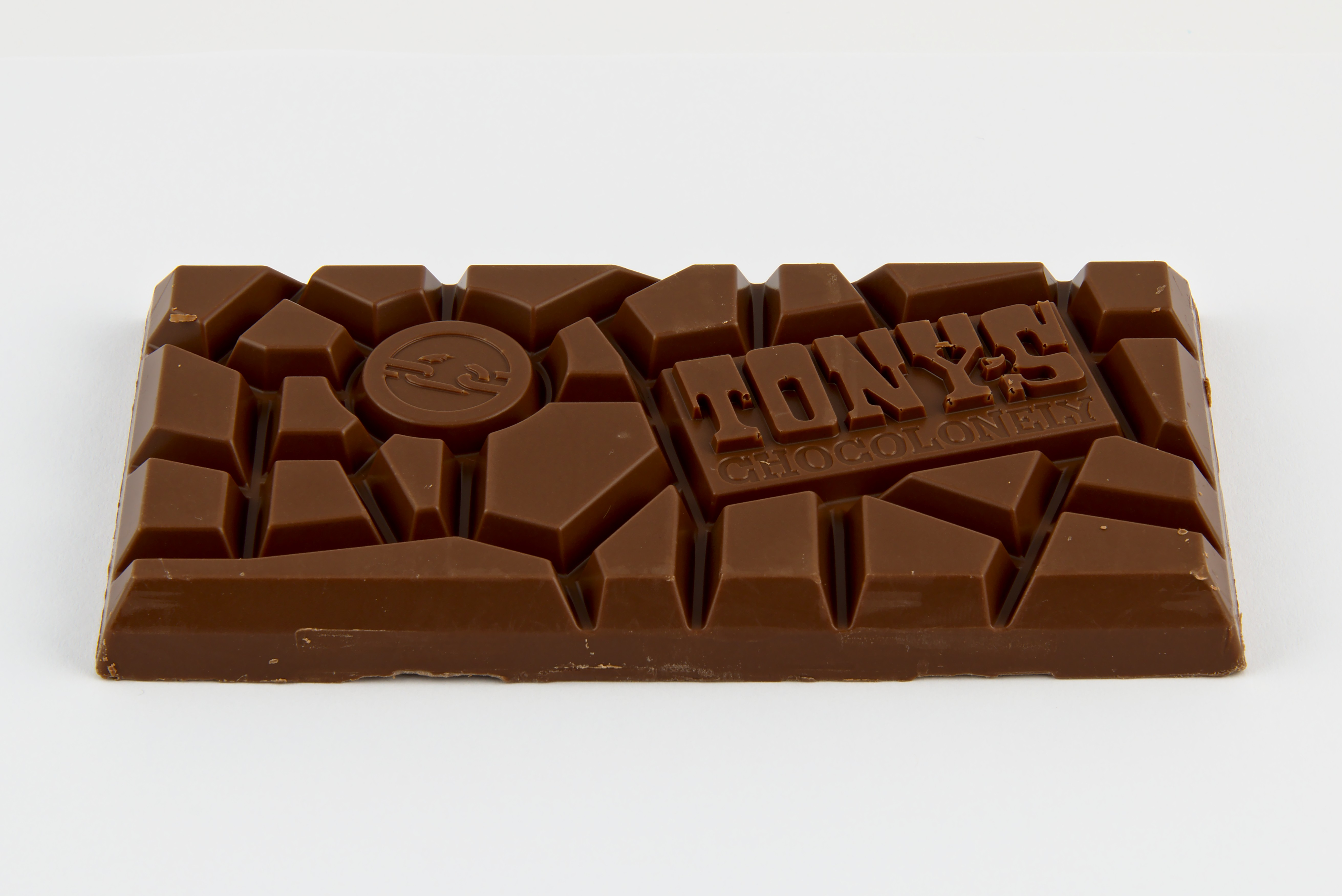
یک تکه شکلات شیری تونیز چوکولونلی بسته‌بندی‌نشده

در ایالات متحده، طعم‌های موجود در شکلات‌ها (به ترتیب معرفی):
- شکلات شیر ۳۲٪
- شکلات تلخ ۷۰٪
- نمک دریایی کارامل شیر ۳۲٪
- نمک دریای بادام تیره ۵۱٪
- شیر قهوه ای تافی ۴۲٪
- نارگیل اسپند تیره ۵۱٪
- فندق شیر ۳۲٪
- نوگات بادام عسل شیر ۳۲٪
- آب نبات تمشک سفید ۲۸٪

در حالی که انواع محصولات به طرز متفاوتی با تعداد عطر و طعم متفاوت است، در اکثر مناطق:
- تخته‌های بزرگ (۱۸۰ گرم)
- تخته‌های کوچک (۵۰ گرم)
- تونی تونیز (۹ گرم)
- اقلام فصلی (از جمله تخته‌های تعطیلات و تخم‌مرغ‌های شکلاتی عید پاک)

مواردی که خارج از اروپا در دسترس نیستند:
- شکلات‌های شکلاتی شخصی‌سازی‌شده
- شیرکاکائو
- حروف شکلاتی

این شرکت هر ساله بین اکتبر و دسامبر سه طعم شکلات تخته‌ای را معرفی می‌کند. سپس محبوب‌ترین نسخه از سه نسخه محدود به مجموعه انحصاری و بعضاً به مجموعه دائمی اضافه می‌شود. این شرکت همچنین تخته‌های «رله» نسخه محدودی را با طعم‌های منحصر به فرد مطابق با سلیقه‌های زمستان و تابستان برای فروشگاه‌های بزرگ سوپر مارکت البرت هین تولید می‌کند. این طعم‌ها هر شش ماه یکبار می‌چرخند. برخی از تخته‌ها از آنجا وارد مجموعه دائمی شده‌اند.

## جوایز
- در سال ۲۰۲۰، این شرکت برای سومین بار توسط شاخص مارک پایدار به عنوان پایدارترین مارک در هلند انتخاب شد.[۷] با این حال، این جایزه پایداری واقعی مارک‌ها را اندازه‌گیری نمی‌کند، بلکه براساس برداشت مصرف‌کنندگان از آن است.[۸]